# مقاطعة مافريك (تكساس)
مقاطعة مافريك (بالإنجليزية: Maverick  County)‏ هي إحدى المقاطعات في ولاية تكساس، الولايات المتحدة الأمريكية.